# Jours-lès-Baigneux
Jours-lès-Baigneux település Franciaországban, Côte-d’Or megyében. Lakosainak száma 91 fő (2022. január 1.). Jours-lès-Baigneux Magny-Lambert, Ampilly-les-Bordes, Baigneux-les-Juifs, Chaume-lès-Baigneux és Étormay községekkel határos.

## Népesség
A település népességének változása:
| Lakosok száma | 128  | 86   | 86   | 85   | 97   | 89   | 76   | 73   | 72   | 91   |
|               | 1968 | 1982 | 1990 | 2006 | 2013 | 2015 | 2017 | 2019 | 2020 | 2022 |